# Cliffhanger (film)
Cliffhanger je americký akční film, který v roce 1993 natočil režisér Renny Harlin.

## Děj
Gabe (Sylvester Stallone) je horský záchranář. Poté, co při lezení zemře Halova (Michael Rooker) přítelkyně, z čehož se obviňuje, odchází na několik měsíců z města. V době co se vrátí pro věci a pro svoji přítelkyni Jessie (Janine Turner), se vysoko v oblacích začne odehrávat krádež vládních peněz, které jsou převáženy v letadle. Zločincům by k tomu měl dopomoc agent FBI, Richard Travers (Rex Linn), který tři kufry plné peněz pošle po laně z vládního letadla do letadla zlodějů. Avšak lano ve chvíli kdy se na něm houpají kufry se přetrhne a všechny tři spadnou na zem do zimních pustin. Vládní letadlo vyletí do povětří a zločinecké letadlo následně havaruje. V každém z kufrů byl vysílač, který nové majitele přímo nasměruje k cíli. Proto se rozhodnou využít služeb horské služby jakožto průvodce. A tak se Hal a následně i Gabe vydávají k letadlu, které vysílalo nouzové volání o pomoc.

## Obsazení
| Sylvester Stallone | Gabe Walker            |
| Wolfgang Güllich   | Gabe Walker (dablér)   |
| John Lithgow       | Eric Qualen            |
| Michael Rooker     | Hal Tucker             |
| Janine Turner      | Jessie Deighan         |
| Matt Landry        | John „Hellfire“ Curley |
| Rex Linn           | Richard Travers        |
| Caroline Goodall   | Kristel                |
| Leon Robinson      | Kynette                |